# 8-я татарская горнопехотная бригада СС
8-я татарская горнопехотная бригада войск СС (нем. Waffen-Gebirgs-Brigade der SS (tatarische Nr.1)) — тактическое соединение войск СС нацистской Германии, состоявшее из крымскотатарских добровольцев. Формирование бригады началось в июле 1944 года в Венгрии, однако оно так и не было завершено.

## История
В 1942 году на территории Крыма немцами были созданы четырнадцать рот местной татарской самообороны. Летом 1942 года частично на основе наиболее боеспособных военнослужащих рот, частично из военнопленных РККА которые при этом освобождались из лагерей, частично путем вербовки  были сформированы в восемь шуцманшафт-батальонов, которые получили номера с 147-го по 154-й. Позднее были организованы ещё два батальона — 155-й и 156-й. Эти батальоны подчинялись высшему руководителю СС и полиции «Чёрное море». Их численность составляла немногим менее 4 000 человек. В ходе отступления немецких войск к Севастополю один из батальонов перешёл к советским партизанам, а три были уничтожены в боях с советскими войсками в апреле 1944 года.
После разгрома в апреле — мае 1944 года крымской группировки немцев весь уцелевший личный состав крымскотатарских батальоны «Шума» эвакуированный морем в Румынию было решено свести в трёхбатальонный татарский горно-егерский полк войск СС, формирование и подготовка которого начались на учебном полигоне Мурлагер в Германии. Первоначально был сформирован один батальон полка, однако уже в течение июня было набрано достаточное количество человек, чтобы организовать небольшую бригаду. В результате 8 июля 1944 года последовал соответствующий приказ Главного оперативного управления СС. В середине июля 1944 года бригада, которая находилась ещё в стадии формирования, покинула Германию и была переведена в Венгрию, где она должна была проходить дальнейшую подготовку и одновременно нести гарнизонную службу.
В этот период бригада имела следующий численный состав: 11 офицеров, 191 унтер-офицер и 3 316 рядовых — всего 3 518 человек, из которых около 1/3 составляли немцы, переведённые главным образом из военной полиции. Командиром бригады на всём протяжении её существования являлся штандартенфюрер СС Вильгельм Фортенбахер. Почти через месяц, 6 августа, существующий полк получил номер 64, а для формируемого второго полка, был зарезервирован номер 65. 11 октября 1944 г. бригадные части получили номер 58, однако отсутствие требуемого количества добровольцев остановило формирование второго полка. К концу года в составе бригады насчитывалось лишь 2 500 человек. В августе — октябре бригада находилась в подчинении командующего войсками СС в Венгрии. Затем она была переброшена в Словакию, где 31 декабря 1944 г. была расформирована. На следующий день личный состав бригады был передан в Восточно-тюркское соединение СС как Боевая группа войск СС «Крым» (2 пехотных батальона и 1 конная сотня).

## Местонахождение
- с июля по октябрь 1944 (Венгрия)
- с октября по декабрь 1944 (Словакия)

## Командиры
- штандартенфюрер СС Вильгельм Фортенбахер (8 июля — 31 декабря 1944)

## Состав
- 64-й горнопехотный полк СС (нем. Waffen-Gebirgsjäger-Regiment der SS 64)
- 65-й горнопехотный полк СС (нем. Waffen-Gebirgsjäger-Regiment der SS 65)
- 58-я артиллерийская батарея СС (нем. Waffen-Artillerie-Batterie der SS 58)
- 58-я конная рота СС (нем. Waffen-Reiter-Kompanie der SS 58)
- 58-я санитарная рота СС (нем. Waffen-Sanitäts-Kompanie der SS 58)
- 58-я ветеринарная рота СС (нем. Waffen-Veterinär-Kompanie der SS 58)
- 58-й отряд снабжения СС (нем. Waffen-Versorgungs-Truppen der SS 58)
- 58-й полевая запасная рота СС (нем. Waffen-Feldersatz-Kompanie der SS 58)